# Röda Kvarn i Sveasalen

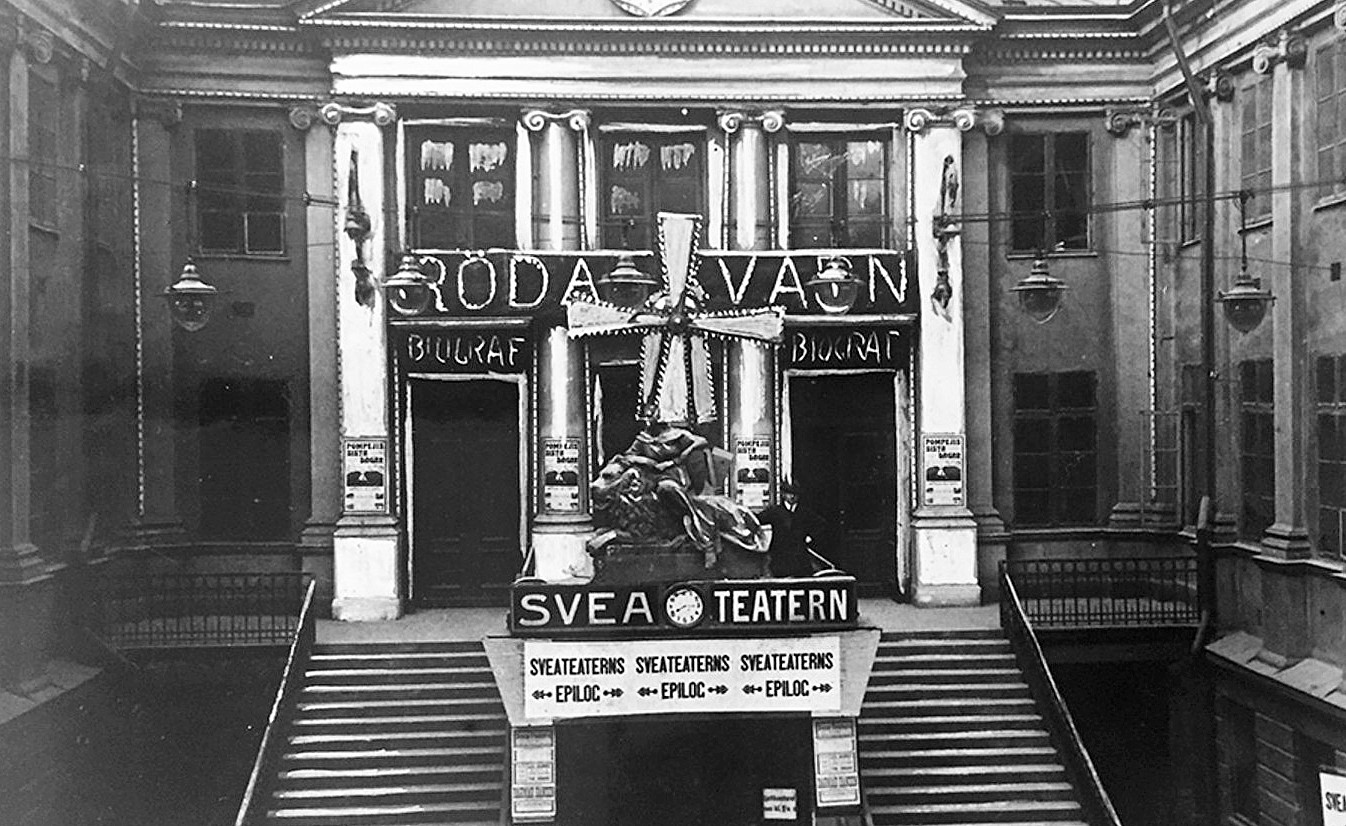
Röda Kvarn i Sveasalen 1912.

Röda Kvarn i Sveasalen var en biograf som låg i Sveasalen vid Hamngatan på Norrmalm i Stockholm. Biografen öppnade i Sveasalen den 20 januari 1912 och stängde i september 1913. 

## Historik

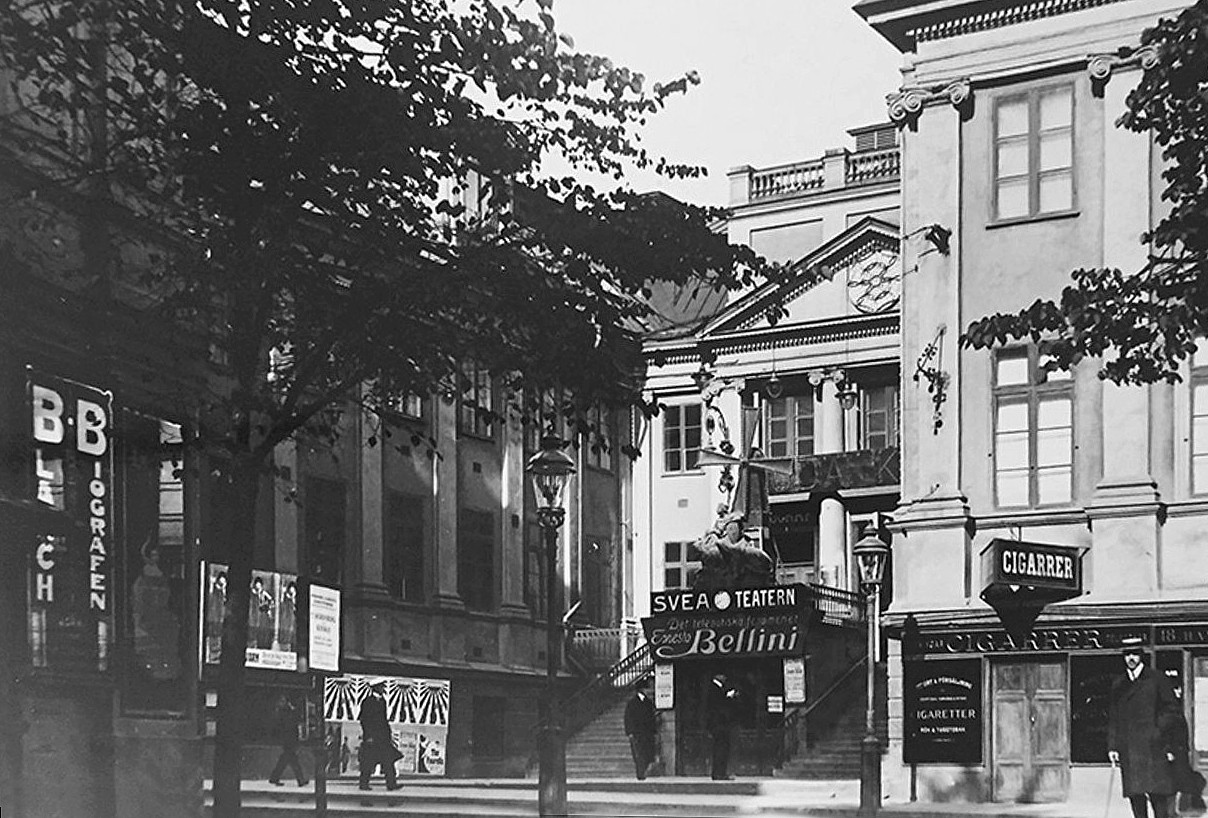
Röda Kvarn i Sveasalen 1912.

Den första biografen i Stockholm med namnet Röda Kvarn låg i Sveasalen som var en tillbyggnad från 1888 till Sparreska palatset  i kvarteret Hästen. Byggnaden sträckte sig mellan Smålandsgatan och Hamngatan där även huvudingången var belägen. Sveasalen var ursprungligen konsertsal och därefter varietélokal. Den förstördes i mars 1899 fullständig i en brand, men återuppbyggdes och nyinvigdes 1901 (se Branden i Sveasalen). Även den ”nya” Sveasalen var en mycket påkostad lokal, formgiven av arkitekt Gustaf Wickman. Anläggningen ägdes av storbyggmästaren Carl Oscar Lundberg.
Från 20 januari 1912 visades även film i Sveasalen, då startade Svenska Biografteatern under ledning av Charles Magnusson Röda Kvarn i Sveasalen. Vid entrén fanns en skulptur visande Moder Svea med lejonet och därbakom en rödmålad kvarn med snurrande vingar inramade av glödlampor som påminde om Moulin Rouge i Paris. Magnussons Röda Kvarn blev Stockholms största och elegantaste biograf. Den hade 867 platser varav 601 på parkett och 266 på läktaren. Vid den tiden visades stumfilm och en orkester om 12–14 man sörjde för den passande ljudbakgrunden. Under Sveasalen låg Svea-Teatern, en mindre teaterlokal för teater- och varietéföreställningar men även för tillfälliga filmvisningar. 

### Röda Kvarn i Regina och i Auditorium

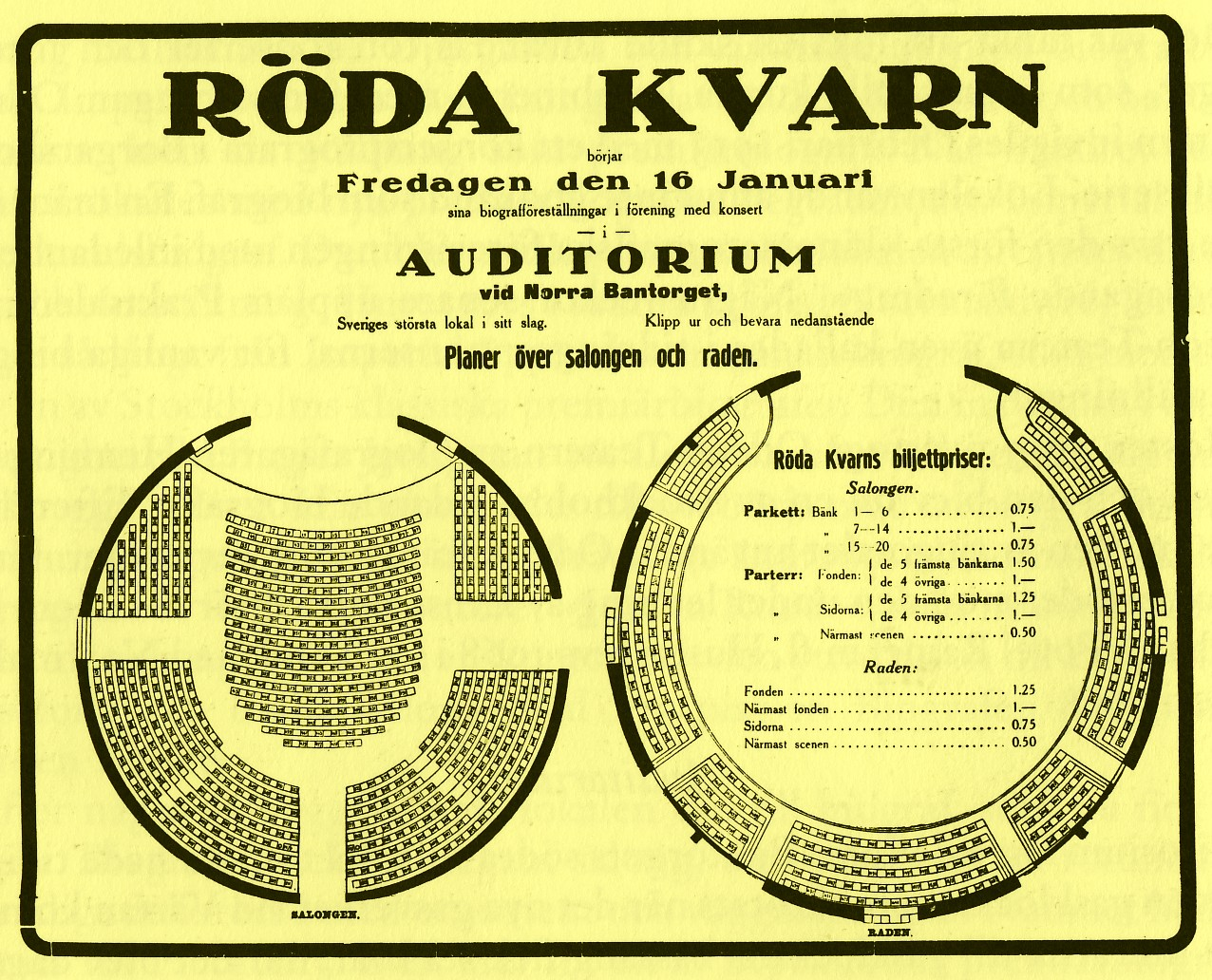
Röda Kvarn i Auditorium, annons 1914.

I september 1913 nedlades Röda Kvarn i Sveasalen och strax därefter revs både Sparreska palatset och Sveasalen för att göra plats för varuhuset NK. Tomtägaren och byggentreprenören var byggbolaget Kreuger & Toll med Ivar Kreuger och Paul Toll i spetsen. Magnusson och Kreuger fick god kontakt vilket resulterade i att Kreuger ordnade så att en biograf kunde inrymmas i det nya affärshuset Kvasten 6 vid Biblioteksgatan 5. 
I avvaktan på att Röda Kvarn vid Biblioteksgatan skulle bli inflyttningsklar hyrde Magnusson genom Svenska Biografteatern Regina-Teatern vid Drottninggatan 71A som premiärbiograf. Stället drevs hösten 1913 under namnet Röda Kvarn i Regina. Eftersom lokalen i Regina-Teatern var otillräcklig hyrde Magnusson Auditorium vid Norra Bantorget. Där kallade han sin biograf Röda Kvarn i Auditorium som hade premiär den 16 januari 1914 och erbjöd "biografföreställningar i förening med konsert". Man skyltade med att vara Sveriges största lokal i sitt slag. Den rymde 1 751 sittplatser som var anordnade runt väggarna och i ett mittfält. I december 1915 flyttade den ”nya” Röda Kvarn slutligen till Biblioteksgatan där den var kvar under olika former fram till år 2006.